# Georg von Boeselager
Georg Freiherr von Boeselager (Kassel, 1915. augusztus 25. – Łomża, 1944. augusztus 29.) német katonatiszt a Wehrmachtban, a második világháború idején, a Claus Schenk von Stauffenberg neve által fémjelzett Hitler elleni összeesküvés résztvevője. A merénylet kudarca után megmenekült a felelősségre vonástól, de rövidesen életét vesztette a keleti fronton vívott harcokban. Halála után posztumusz megkapta a Vaskereszt lovagkeresztje tölgyfalombokkal és kardokkal kitüntetést.

## Élete
Georg von Boeselager a hesseni Kasselben született, a római-katolikus vallású, nemesi rangú Boeselager családban. Gimnáziumi tanulmányait Bad Godesburgban végezte. Kezdetben papi tanulmányokat szeretett volna folytatni, végül azonban a katonai pálya mellett döntött. 1934. április 1-jén sorozták be, majd a Paderbornban székelő 15. lovas hadosztályhoz került. 1936-ban alhadnagyi, majd 1939-ben hadnagyi rangot kapott.
Lengyelország lerohanásakor egységével részt vett a harcokban, az ott tanusított bátorságáért másodosztályú Vaskereszt kitüntetésben részesült. 1940-ben a nyugat-európai hadjáratban is részt vett, melynek eredményeként megkapta az első osztályú Vaskeresztet. 1941-ben a Vaskereszt lovagkeresztjének kitüntetésében részesült, majd júliusban Rittmeister rangot kapott.
A Barbarossa hadművelet idején alakulatával Breszt, Białystok és Minszk környékén végzett felderítést, majd részt vett a moszkvai csatában.
1942 elejétől a potsdami Kriegsschule tanára lett, ahol – annak ellenére, hogy ő hagyományos lovas alakulatnál szolgált – páncélos hadviselést oktatott. Potsdami tevékenysége alatt került kapcsolatba a Widerstand német ellenállási mozgalommal.
1943-ban a Közép Hadseregcsoport kötelékében partizánellenes hadműveletekben vett részt, majd a 3. román hadsereg kiképzésében segédkezett, mely hadsereg a 6. német hadsereggel karöltve harcolt a sztálingrádi csatában. Ekkor került kapcsolatba Günther von Kluge tábornokkal, aki beavatta őt a Hitler meggyilkolására irányuló tervekbe. Az 1944-es július 20-i merénylet idején Georg von Boeselager és testvére Philipp von Boeselager feladata lett volna egységeiket Berlinbe irányítani és a várost pacifikálni Hitler meggyilkolása után. Az előre megbeszélt időponton Boeselager csapataival megindult Berlin irányába, de útközben értesült a merénylet sikertelenségéről, így azonnal vissza vezényelte katonáit a frontra.
Habár neve nem került gyanúba a Hitler elleni merénylet kivizsgálásakor, az ekkor alezredesi rangú Boeselager augusztus 29-én ismeretlen okokból katonáival megrohamozta a lengyelországi Łomża melletti szovjet erődítményt és a harcban elesett. Halála után két nappal ezredessé léptették elő és a Vaskereszt lovagkeresztje tölgyfalombokkal és kardokkal kitüntetésben részesült.